# 拍卖美元
拍卖美元（英語：Dollar auction）是經濟學家马丁·舒比克提出的一种非零和对抗博弈，目的是展現傳統理性選擇理論的悖論，玩家在博弈（遊戲）中作出看似理性的選擇時，反而會被迫作出最終非理性的決定。

## 玩法
在这一场游戏中，一群参与者共同参与竞拍一张一美元的纸币，其中出价最高的会得到那一美元，但出价第二高的也得支付他出的价钱。当其中一人出价1美分时，他会考虑到另一人如果出价2美分，那么他自己将会白白损失1美分；只要另一人出价比他高，那他都只会损失。而当价格提高到刚好1美元时，第一位竞拍人就不会有任何收益。但是，如果另外一名参与者出价1.01美元，那他就会损失同樣的1.01美元。与之相比，如果他自己出价1.02美元则只会损失2美分。在这种循环之下，参与者们在理论上将会以很高的价格买下1美元纸币。現實中這種情況也會經常出現。
該遊戲的變體有「拍賣20美元」等，實驗證明20美元鈔票能拍賣到超過200美元，並且在修改加價幅度後，能達到2000美元。

## 示例
- 美国大选（“赢者通吃”制，见美国选举人团）
- 商家间的“价格战”
- 传销

## 解决方法
- 不参与
- 可信威胁（如：商家宣称“买贵了，退差价”）[3]
- 第一人出價時，出價0.99美元，這樣第二人出價的最低價是1.00美元，显然他將毫無獲利，一般人便不會出價一美元來買這一美元了。[4]